# Guérilla (livre)
Pour les articles homonymes, voir Guérilla (homonymie).
Guerilla est un roman d'anticipation écrit par Laurent Obertone en 2016 et paru la même année. Grand succès en vente lors de sa sortie, Guerilla n'a pourtant pas bénéficié de la publicité des médias,,,. Un 2e tome est sorti : Guérilla, Le temps des barbares. Un 3e tome est paru le 29 septembre 2022.

## Contenu
Le livre raconte les trois jours décisifs à l'instauration d'une guerre civile en France vu sous l'angle de vision de divers personnages. Le livre se veut choral et montre le point de vue de ces divers acteurs de la vie en France et annonce le début d'une grave descente aux enfers pour le pays tout entier.

## Synopsis
Le lecteur assiste à l'arrivée de la France au bord du chaos. Trois policiers appelés dans une banlieue par un appel téléphonique "anonyme" se retrouvent face - dans un hall d'immeuble - a une vingtaine de jeunes qui les attendent. Malgré la tentative de dialogue du chef des policiers, les jeunes deviennent agressifs et le frappent violemment avec une volonté de tuer "du policier". L'autre policier, en fonction depuis une bonne vingtaine d'années, essaye d’arrêter la violence des jeunes qui s'acharnent sur le chef des policiers, et voyant son collègue à deux doigts d'être tué, il sort son pistolet et tue plusieurs délinquants. La crise devient nationale.